# Epicauta hubbelli
Epicauta hubbelli är en skalbaggsart som beskrevs av Werner 1973. Epicauta hubbelli ingår i släktet Epicauta och familjen oljebaggar. Inga underarter finns listade i Catalogue of Life.